# Cecilia Falk
Cecilia Mathilda Falk, född 24 augusti 1960, död 21 juli 2021, var professor i svenska vid Stockholms universitet. Hon disputerade 1993 med en avhandling om hur subjektstvånget växt fram i svenskan under tidigmodern tid. Falks forskningsintressen rörde språkhistoria, språkförändring och grammatik.

## Biografi
Falk blev fil. dr. i nordiska språk i Lund 1993 med avhandlingen Non-referential Subjects in the History of Swedish. 1999 blev hon lektor vid Högskolan i Kristianstad och år 2000 universitetslektor vid Lunds universitet. 2005 blev hon professor vid Stockholms universitet.
Falk forskade främst inom svensk syntaxhistoria. Hennes avhandling, som är skriven inom det generativa ramverket, beskriver hur subjektstvång växte fram i svenskan, det vill säga hur svenskan gick ifrån att tillåta meningar utan subjekt, såsom tråkigt är att regnar, till att ha så kallat formellt subjekt, det vill säga ”det är tråkigt att det regnar”.
1997 skrev Falk en andra bok, Fornsvenska upplevarverb, som beskriver egenskaperna hos olika typer av upplevarverb, såsom hungra, älska och förfära. Boken analyserar de grammatiska egenskaperna hos dessa verb, hur de konstrueras eller kom att byta konstruktionssätt under fornsvensk tid.

## Utmärkelser, ledamotskap och priser
- Lunds studentkårs pris för utmärkta insatser i grundutbildningen (1990)[4]
- Ebba och Axel Kocks pris för framstående doktorsavhandling (1996)[5]
- Ledamot av Vetenskapssocieteten i Lund (LVSL, 1998)[6]
- Ledamot av Kungl. Vitterhetsakademien (LHA, 2010)[7]
- Zibetska priset (2013)[2]